# Petrel Motor Car Company
Petrel Motor Car Company war ein US-amerikanischer Hersteller von Automobilen. Eine Quelle gibt an, dass die Firmierung bis 1909 Petrel Motor Company lautete.

## Unternehmensgeschichte
Das Unternehmen wurde 1908 gegründet. Im November 1908 zog es in das ehemalige Werk der Earl Motor Car Company in Kenosha in Wisconsin. Beteiligt waren Samuel W. Watkins vom Motorenhersteller Beaver Manufacturing Company sowie die Brüder Harry und John Waite, die bereits mit ihrem eigenen Unternehmen Waite Erfahrungen im Automobilbau gesammelt hatten. Watkins wurde Generalmanager, Harry Waite Chefingenieur und John Waite Superintendent für das Werk. 1909 begann die Produktion von Automobilen. Der Markenname lautete Petrel.
Im Sommer 1909 zog das Unternehmen nach Milwaukee in Wisconsin in ein Werk, in dem vorher die W. S. Seaman Company Möbel herstellte. Laut einer Quelle vermietete Seaman das Werk an Petrel. Am 11. Februar 1910 begann die Insolvenz.
Im Januar 1911 verkaufte Watkins sowohl Petrel als auch Beaver an Filer and Stowell, einem Dampfmotorenhersteller der Marke Corliss. Filer and Stowell gründeten daraufhin die F. S. Motors Company in der gleichen Stadt. Die Produktion von Personenkraftwagen der Marke Petrel lief noch bis 1912. Insgesamt entstanden weniger als 1000 Fahrzeuge der Marken Petrel und FS.

## Fahrzeuge
1909 standen zwei Modelle im Sortiment. Der 30 HP hatte einen Vierzylindermotor mit 30 PS Leistung und der 50 HP einen Sechszylindermotor mit 50 PS. Beide waren als zweisitziger Roadster und als fünfsitziger Tourenwagen erhältlich. Die Radstände betrugen 272 cm bzw. 292 cm bei schwächeren und 295 cm bzw. 310 cm bei stärkeren Modell, wobei der kürzere Radstand jeweils dem Roadster vorenthalten war. Es war das einzige Jahr für das Sechszylindermodell.
1910 hatten alle Modell den Vierzylindermotor, der vom Vorjahr bekannt war. Das Model D war ein Roadster mit 277 cm Radstand, das Model E ein viersitziger Toy Tonneau mit 292 cm Radstand und das Model F ein fünfsitziger Tourenwagen mit ebenfalls 292 cm Radstand.
1911 wurde das Sortiment erweitert. Das neue Model 25 hatte einen Motor mit 22 PS Leistung, ein Fahrgestell mit 249 cm Radstand und Aufbauten als Torpedo mit zwei oder vier Sitzen. Das Vorjahresmodell mit dem 30-PS-Motor gab es in diesem Jahr in drei Ausführungen. Das Model 40 hatte 274 cm Radstand und war als Roadster karosseriert. Model 45 war ein Toy Tonneau und Model 55 ein Tourenwagen, beide mit 292 cm Radstand. Darüber rangierten zwei Modelle, deren Motor 40 PS leistete. Gemeinsamkeit war der Radstand von 300 cm. Das Model 65 war als Tourenwagen mit vorderen Türen und als Toy Tonneau erhältlich, das Model 75 nur als Torpedo.
1912 erhielt der Motor im Model 25 eine Leistungssteigerung auf 25 PS, einen längeren Radstand von 254 cm und einen Aufbau als Roadster mit vorderen Türen. Model 35 unterschied sich davon nur durch den Aufbau als Tourenwagen mit vorderen Türen. In der mittleren Modellreihe wurde die Leistung mit 35/40 PS angegeben. Model 40 war ein Roadster, Model 45 ein Toy Tonneau und Model 55 ein Tourenwagen. Der Radstand betrug einheitlich 274 cm. Außerdem gab es weiterhin die beiden großen Modelle des Vorjahres, nun mit 40/45 PS angegeben. Model 65 war ein Toy Tonneau und Model 75 ein Tourenwagen, beide mit vorderen Türen und 300 cm Radstand.
Das Auktionshaus Sotheby’s versteigerte 2015 ein erhalten gebliebenes Fahrzeug und erwartete einen Preis von 100.000 bis 150.000 US-Dollar. Demnach sollen noch zwei Fahrzeuge dieser Marke existieren.

## Modellübersicht
| Jahr | Modell   | Zylinder | Leistung (PS) | Radstand (cm) | Aufbau                             |
| ---- | -------- | -------- | ------------- | ------------- | ---------------------------------- |
| 1909 | 30 HP    | 4        | 30            | 272           | Roadster 2-sitzig                  |
| 1909 | 30 HP    | 4        | 30            | 292           | Tourenwagen 5-sitzig               |
| 1909 | 50 HP    | 6        | 50            | 295           | Roadster 2-sitzig                  |
| 1909 | 50 HP    | 6        | 50            | 310           | Tourenwagen 5-sitzig               |
| 1910 | Model D  | 4        | 30            | 277           | Roadster                           |
| 1910 | Model E  | 4        | 30            | 292           | Toy Tonneau 4-sitzig               |
| 1910 | Model F  | 4        | 30            | 292           | Tourenwagen 5-sitzig               |
| 1911 | Model 25 | 4        | 22            | 249           | Torpedo 2-sitzig und 4-sitzig      |
| 1911 | Model 40 | 4        | 30            | 274           | Roadster                           |
| 1911 | Model 45 | 4        | 30            | 292           | Toy Tonneau                        |
| 1911 | Model 55 | 4        | 30            | 292           | Tourenwagen                        |
| 1911 | Model 65 | 4        | 40            | 300           | Fore-Door Tourenwagen, Toy Tonneau |
| 1911 | Model 75 | 4        | 40            | 300           | Torpedo                            |
| 1912 | Model 25 | 4        | 25            | 254           | Fore-Door Roadster                 |
| 1912 | Model 35 | 4        | 25            | 254           | Fore-Door Tourenwagen              |
| 1912 | Model 40 | 4        | 35/40         | 274           | Roadster                           |
| 1912 | Model 45 | 4        | 35/40         | 274           | Toy Tonneau                        |
| 1912 | Model 55 | 4        | 35/40         | 274           | Tourenwagen                        |
| 1912 | Model 65 | 4        | 40/45         | 300           | Fore-Door Toy Tonneau              |
| 1912 | Model 75 | 4        | 40/45         | 300           | Fore-Door Tourenwagen              |